# Calgary Wranglers (AHL)
Die Calgary Wranglers sind ein kanadisches Eishockeyfranchise aus Calgary in der Provinz Alberta, das seit der Saison 2022/23 in der American Hockey League (AHL) spielt. Es fungiert als Farmteam der Calgary Flames aus der National Hockey League (NHL), mit denen es sich auch den Scotiabank Saddledome als Heimspielstätte teilt.

## Geschichte
Mit den in Stockton im Bundesstaat Kalifornien beheimateten Stockton Heat hatten die Calgary Flames eines der am weitesten entfernten Farmteams der NHL. Im Mai 2022 gab das Team bekannt, dass sie die Heat zur Saison 2022/23 in ihre Heimatstadt Calgary verlegen. Damit folgten die Flames dem Trend der Vorjahre, die jeweiligen AHL-Farmteams näher an den NHL-Kooperationspartner zu binden, um Transfers zwischen den Teams zu vereinfachen – sowohl hinsichtlich der Reisezeit als auch bezüglich der während der COVID-19-Pandemie wichtig gewordenen Grenzübertritte. Im August 2022 wurde der Name „Calgary Wranglers“ bekanntgegeben, sodass das Team in der Historie der Calgary Wranglers der Western Hockey League (WHL) steht, einem von 1977 bis 1987 bestehenden Juniorenteam. Die Farben der neuen Wranglers sind ebenso an die Calgary Flames angelehnt wie die Heimspielstätte, der Scotiabank Saddledome, den sich die beiden Teams teilen.